# 乌尔雪勒特河
乌尔雪勒特河 ，位于中华人民共和国新疆维吾尔自治区塔城地区的一条河流，属于额敏河支流。源流阿友沙特河和科克莫依纳特河位于托里县北部加依尔山东北端北坡，分别自源头向西北流经约14千米出山口，在托里县乌雪特乡附近汇合后，下游始称“乌尔雪勒特河”。继续西北流，成为托里县与额敏县之间的界河，于额敏县二道桥乡萨尔巴斯村流入额敏河左岸的阿克苏湿地。河流全长62千米，集水面积906平方千米，年均径流量约0.5亿立方米。